# Schiltach

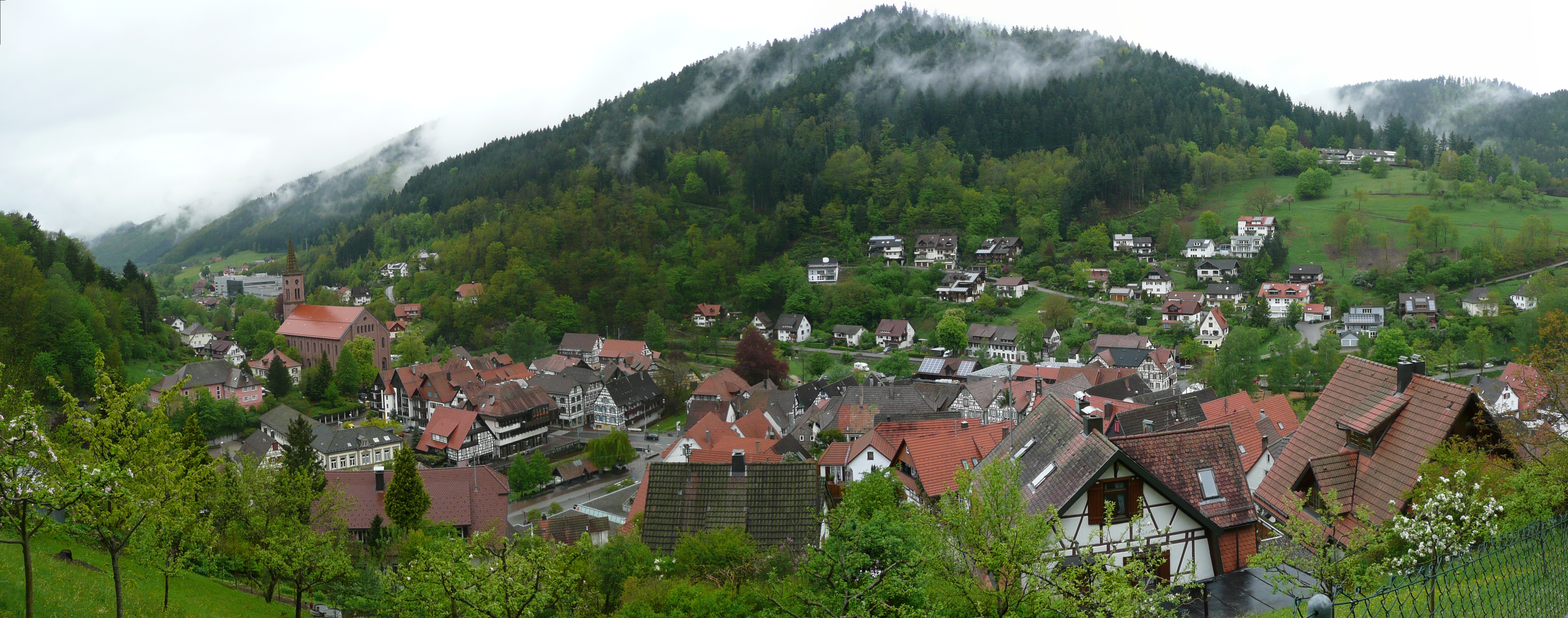
Blick auf Schiltach

Schiltach ist eine Stadt im Landkreis Rottweil in Baden-Württemberg. Sie liegt im
Schwarzwald an den Flüssen Kinzig und Schiltach.

## Geographie

### Lage
Schiltach liegt im Naturraum Mittlerer Schwarzwald an der Mündung des Flusses Schiltach in die Kinzig und an der engsten Stelle des Kinzigtals zwischen Offenburg, Freudenstadt und Schramberg. Der tiefste Punkt liegt mit 288,4 m ü. NHN an der Kinzig beim Austritt aus dem Stadtgebiet, der höchste Punkt mit 865 m ü. NHN ist etwas nördlich unterhalb des Moosenkapfgipfels (Gemeinde Lauterbach) zu finden.

### Nachbargemeinden
Nachbargemeinden sind im Uhrzeigersinn von Nordosten aus beginnend: Schenkenzell, Aichhalden, Schramberg, Lauterbach und Wolfach.
Die Stadt Wolfach liegt im Ortenaukreis, die Stadt Schramberg und die anderen Gemeinden im Landkreis Rottweil.

### Stadtgliederung

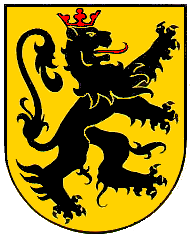
Ehemaliges Wappen von Lehengericht

Die Stadt Schiltach besteht aus den Stadtteilen Schiltach und Lehengericht. Die beiden Stadtteile sind räumlich identisch mit den früher selbstständigen Gemeinden gleichen Namens.
Zum Stadtteil Schiltach gehören die Stadt Schiltach, die Zinken Grumpenbächle und Vorderheubach und die Wohnplätze Auf der Staig, Blattenhäuserwiese, Grumpen und Kuhbacherhof (Vor Kuhbach). Im Stadtteil Schiltach liegt die Burgruine Willenburg.
Der Stadtteil Lehengericht ist eine Ortschaft im Sinne der baden-württembergischen Gemeindeordnung mit eigenem Ortschaftsrat, einem Ortsvorsteher als dessen Vorsitzendem und eigener Ortschaftsverwaltung.
Lehengericht besteht aus den Ortsteilen Vorderlehengericht (westlich von Schiltach) und Hinterlehengericht (südöstlich von Schiltach). Gemarkungsmäßig sind beide Ortsteile über Berge miteinander verbunden, im Talverlauf sind sie durch das Ortszentrum Schiltach getrennt. Vorderlehengericht hat die Siedlungsschwerpunkte Vor Eulersbach und Bühl, Hinterlehengericht hat die Siedlungsschwerpunkte Welschdorf und Herdweg. Weiterhin hat Lehengericht noch zahlreiche Wohnplätze, Zinken und Höfe.

### Etymologie

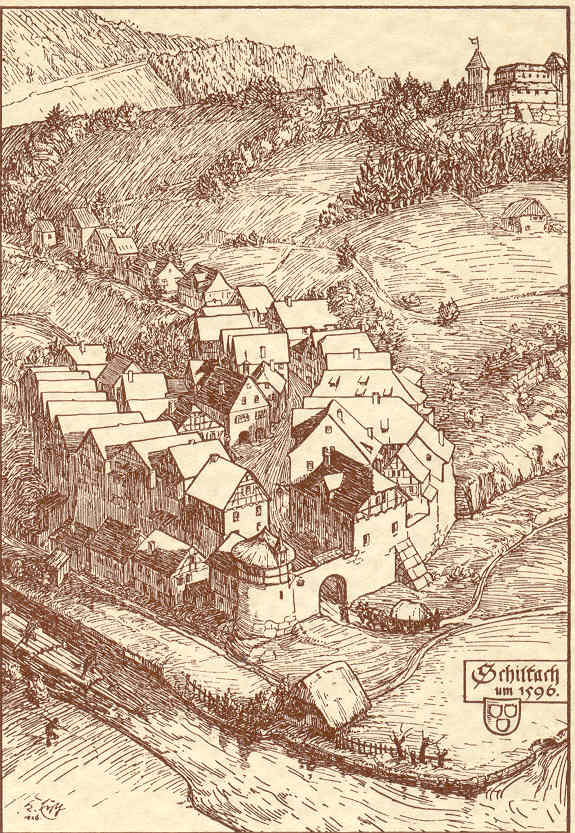
Schiltach mit Burg und Unterem Tor im Jahr 1596

Im Kinzigtal finden sich auffällig viele Orte mit der Endung -ach. Orte mit dieser Endung sind jeweils an Flüssen gelegene Ortschaften. -ach geht zurück auf das althochdeutsche aha, gotisch awa, im lateinischen aqua = Wasser. Somit bedeutet Schiltach so viel wie „Schild am Wasser“. Ortsnamen mit der Endung -ach finden sich neben anderen besonders in Süddeutschland. Diese Orte sind bereits sehr früh durch Rodung entstanden.

### Gemarkung
Die Gemarkungsfläche der Stadt Schiltach selbst, ohne den Stadtteil Lehengericht, ist sehr klein. Sie umfasst lediglich 585,1 ha. Im Jahre 1979 konnte noch der Bereich „Vor Heubach“ von der Stadt Wolfach mit 94,8 ha hinzugewonnen werden. Die Gemarkung des Stadtteils Lehengericht ist wesentlich größer, sie umfasst 2742 ha. Vor der Abgabe der Exklave Sulzbächle an Wolfach (244 ha) waren es 2986 ha. Insgesamt verbleibt der Gesamtstadt Schiltach eine Gemarkung von rund 3422 ha. Auf der Gemarkung Lehengericht befinden sich ausgedehnte Waldgebiete, über 80 % der Gesamtgemarkung sind bewaldet.
Durch Zukäufe aus der Schiltacher Mayerschaft, dem heutigen Lehengericht, vergrößerte sich die sogenannte Untermarkung des Burgfriedens. Der Haberershof und der Kuhbacherhof wurden von der Gemeinde Kinzigtal 1934 bzw. 1936 an die Stadt Schiltach abgegeben. Im Jahre 1973 hatte die Schiltacher Gemarkung 585,0643 ha erreicht. Dazu kam im Jahre 1974 der Stadtteil Lehengericht mit 2986 ha. 1978 wurde die Exklave Sulzbächle des Stadtteils Lehengericht mit 244 ha nach Wolfach abgegeben. 1979 kam das Gebiet Vor Heubach mit 94,8 ha an die Stadt Schiltach. – Zum Stadtteil Lehengericht war im Jahre 1956 noch der Stab Reichenbächle mit dem Hunersbach und dem Stammelbach von Lauterbach (Schwarzwald) abgegeben worden.

### Größere und kleinere Flüsse auf der Gemarkung
Die Kinzig ist der größte und wichtigste Fluss im Stadtgebiet Schiltachs, in den die Schiltach als der für die Stadt namensgebende Fluss mündet. Der Heubach mündet ebenfalls in die Kinzig, während das nur viereinhalb Kilometer lange Reichenbächle der Schiltach zufließt.

### Schutzgebiete
Schiltach hat Anteil am FFH-Gebiet Schiltach und Kaltbrunner Tal, zu welchem die linke Talseite des Schiltachtals von der Gemeindegrenze zu Schramberg bis zum Hunselbach gehört, und am FFH-Gebiet Mittlerer Schwarzwald bei Hornberg und Schramberg, zu dem eine kleine Fläche bei Kienbronn gehört. Die Stadt gehört zum Naturpark Schwarzwald Mitte/Nord.

## Geschichte

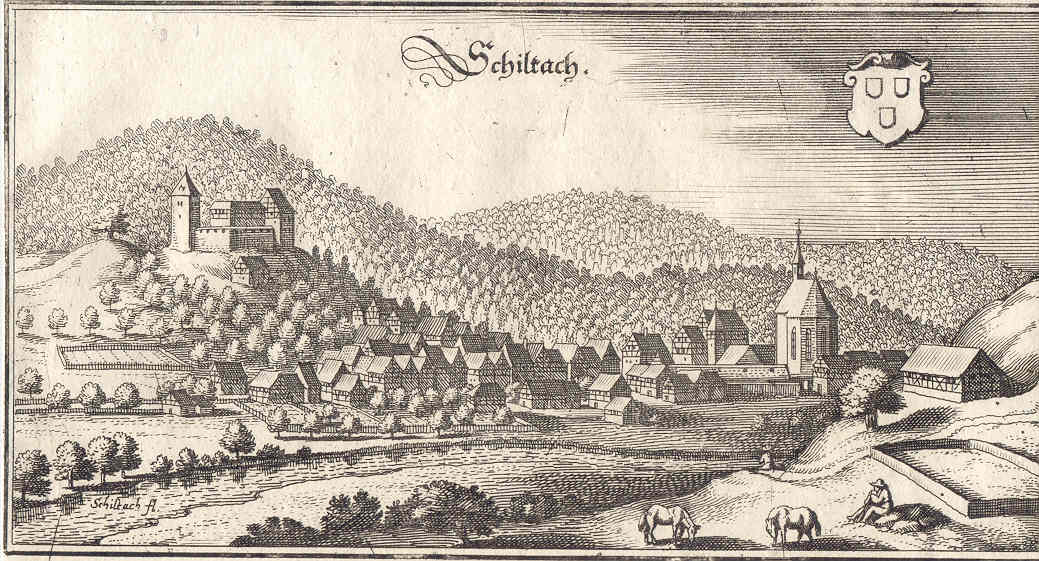
Stadtansicht des Kupferstechers Matthäus Merian von 1643 mit der darüberliegenden Burg Schiltach

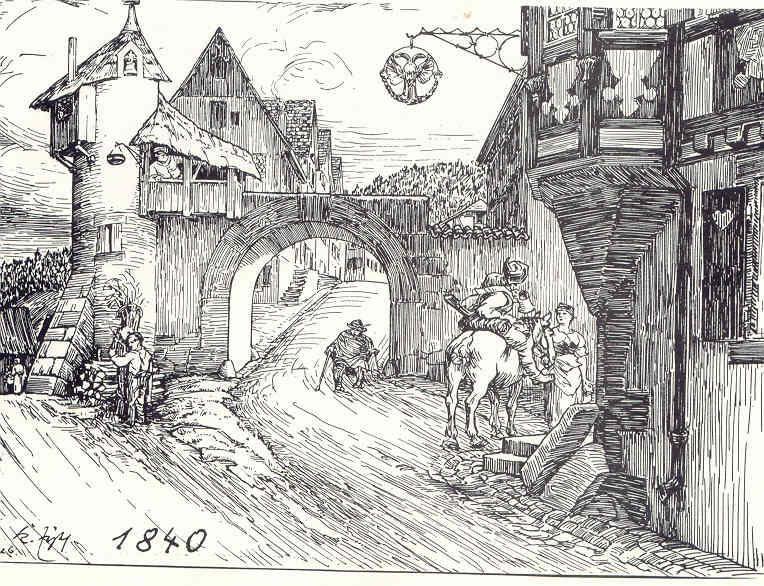
Unteres Tor am Gasthaus Adler bis 1840

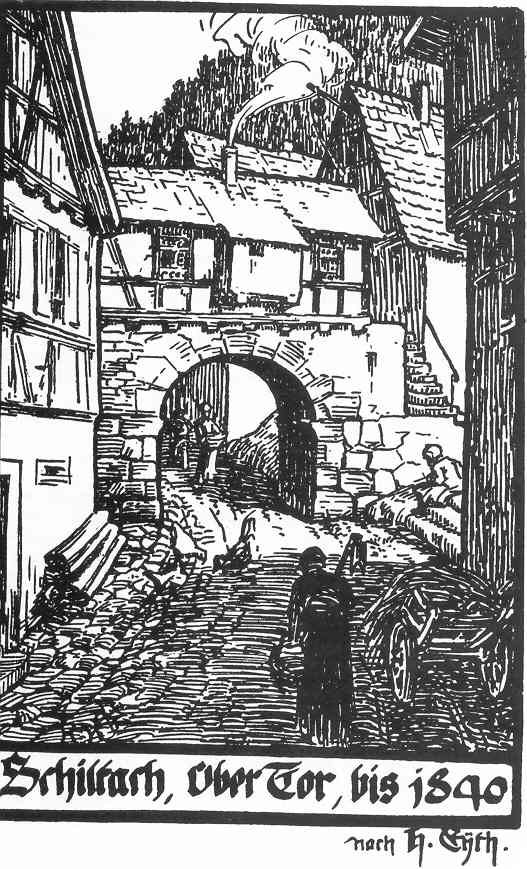
Oberes Tor nach H. Eyth (bis 1840)

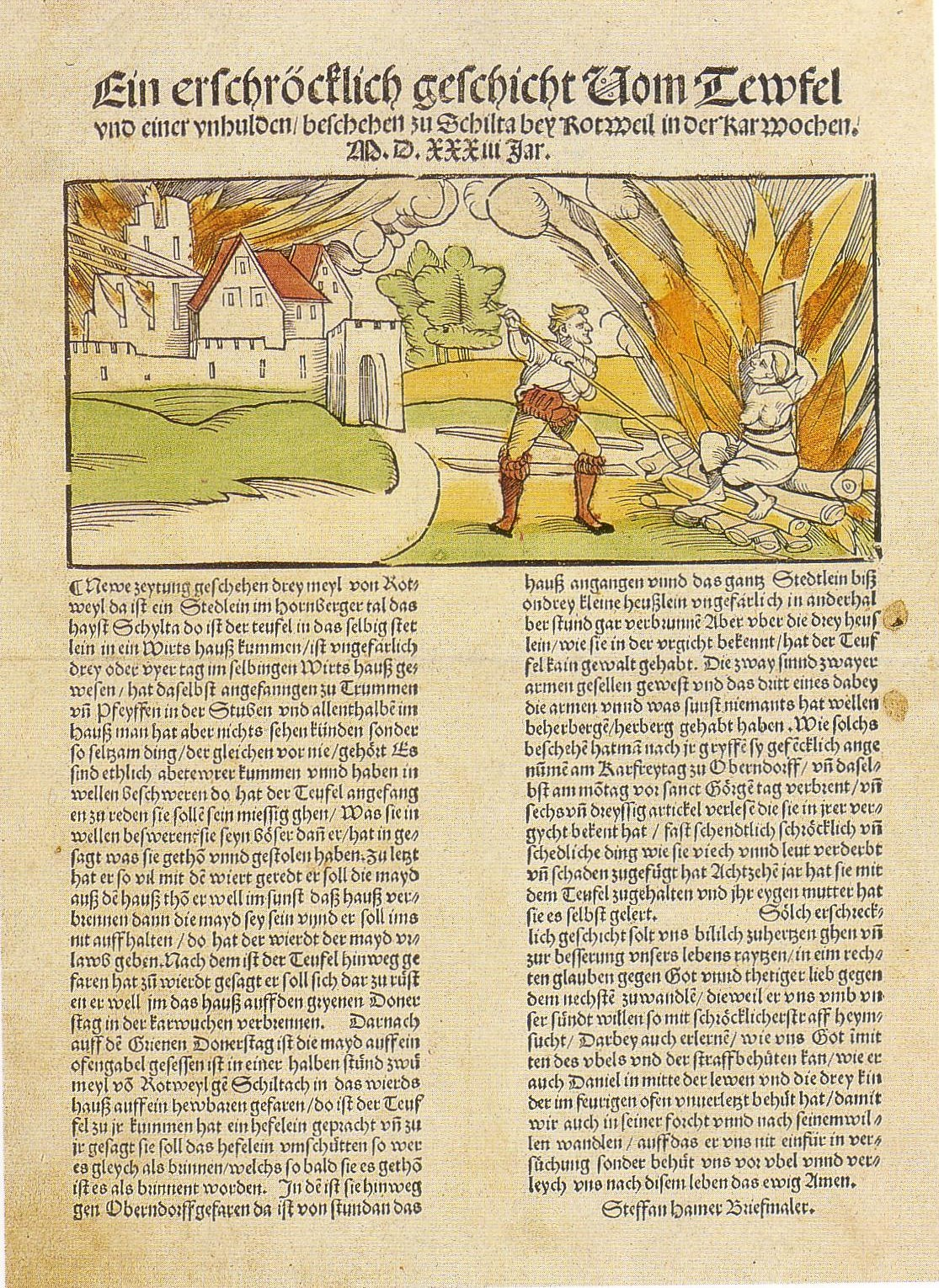
Flugblatt mit der Verbrennung einer angeblichen Hexe, die 1531 mit dem Teufel die Stadt Schiltach verbrannt haben soll

### Bis zum 19. Jahrhundert
Die Straße durch das Kinzigtal war schon in Römerzeiten die Verbindung durch den Schwarzwald aus der Straßburger Gegend in Richtung Rottweil.
Schiltach entstand im 11. Jahrhundert als Pfarrei für die umliegenden Höfe, welche älter sind als Schiltach selbst. In der Umgebung der heutigen evangelischen Stadtkirche, im Bereich des heutigen Vorstädtle, entstand eine Ansiedlung, die der Ursprung von Schiltach ist, welche nach dem Fluss Schiltach benannt war. Vermutlich zur Mitte des 13. Jahrhunderts gründeten die Herzöge von Teck zur Sicherung ihrer Gebiete die Stadt Schiltach (erste Erwähnung 1275), eine ummauerte Stadt mit Toren und die darüber liegende Burg Schiltach zu ihrer Verteidigung. Eine Kirche wurde in der Stadt nicht gebaut, denn diese war schon vor der Stadtgründung in der Siedlung vorhanden.
Die Stadt sollte Durchreisende beherbergen und ein Dienstleistungszentrum vor dem Anstieg der Straße in Richtung Rottweil sein.
Die Burg und die Stadtanlage von Schiltach übernahm somit ab etwa 1250 die Funktion der Willenburg, die die Versorgung an der Straße vor der Gründung der Stadt Schiltach wahrgenommen hatte.
1371 kam die Stadt Schiltach an die Herzöge von Urslingen. Die verarmten Urslinger verkauften im Jahr 1381 Burg und Stadt an die Grafen von Württemberg. Bis auf die Jahre 1519 bis 1534, in denen die Stadt zunächst von der Reichsstadt Rottweil, dann von Vorderösterreich besetzt war (wie das ganze Herzogtum Württemberg), blieb Schiltach bis zum Jahre 1810 bei Württemberg. Im „Gränzvertrag zwischen dem Königreich Würtemberg und dem Großherzogthum Baden“, der am 2. Oktober 1810 in Paris abgeschlossen wurde, kamen mehrere „Stäbe“ des Oberamtes Hornberg, so neben Schiltach auch die Stadt Hornberg und die Gemeinden Gutach und Kirnbach an das Großherzogtum Baden. Wolfach wurde Amtsstadt für Schiltach, später Kreisstadt. Die umliegenden Höfe wurden 1817 als Lehengericht eine eigene Gemeinde.

### 20. Jahrhundert
Mit dem Ende des Ersten Weltkriegs bildete sich auch in Schiltach ein Volksrat. In der Weimarer Republik sollte Schiltach durch die vorhandene Industrialisierung stark durch die SPD geprägt werden. 1952 kam Schiltach zum Land Baden-Württemberg. 1973 wurde der Landkreis Wolfach aufgelöst, Schiltach wurde dem Landkreis Rottweil zugeordnet. Die Gemeinde Lehengericht wurde 1974 wieder der Stadt Schiltach eingegliedert. 1979 kam die Exklave Sulzbächle/Fischbach zur Stadt Wolfach, im Gegenzug kam das Gebiet „Vor Heubach“ zu Schiltach. Seit dem 1. Oktober 2024 führt Schiltach die offizielle Zusatzbezeichnung „Flößerstadt“.

### Eingemeindungen
- 1934: Gebiet ehemaliger Haberershof
- 1936: Gebiet Kuhbacher Hof
- 1. April 1974: Gemeinde Lehengericht[7]
- 1. Juli 1978: Gebiet Vor Heubach[8]

## Demographie
Einwohnerzahlen nach dem jeweiligen Gebietsstand.
| Jahr | Einwohnerzahl |
| ---- | ------------- |
| 1852 | 1.495         |
| 1885 | 2.136         |
| 1939 | 2.472         |
| 1961 | 2.969         |
| 1970 | 3.099         |
| 2011 | 3.915         |
| 2022 | 3.764         |

## Religionen
Während der Reformation war Schiltach ein Teil von Württemberg und wurde deshalb wie die Landesherren evangelisch.
Das änderte sich erst im 19. Jahrhundert, als durch die Industrialisierung immer mehr Katholiken zuzogen. Heute existieren neben einer evangelischen und einer katholischen Gemeinde auch noch eine neuapostolische Gemeinde und verschiedene kleinere Glaubensgemeinschaften.
- Die Evangelische Kirche wurde von 1839 bis 1843 im neubyzantinischen Stil erbaut, nachdem die alte gotische Kirche abgebrannt war.
- Die Katholische Kirche St. Johannes der Täufer wurde 1966 geweiht. Sie ist Nachfolgerin der 1964 abgerissenen, alten katholischen Kirche die von 1897 bis 1898 nach Plänen von Max Meckel errichtet worden war.[10] Die alte Kirche war zu klein geworden.
- Die Neuapostolische Kirche an der Hauptstraße stammte aus den 1980er Jahren. Ende 2017 wurde sie abgerissen. Die alte neuapostolische Kirche in der Schenkenzeller Straße ist immer noch an einem Dachreiter mit Kreuz zu erkennen; sie wird trotz ihres Ausmaßes als Wohnhaus genutzt.

Seit der Dekanatsreform am 1. Januar 2008 gehört Schiltach mit der St.-Johann-Baptist-Kirche zum Dekanat Offenburg-Kinzigtal und gehört zudem zur Seelsorgeeinheit Kloster Wittichen.

## Politik

### Gemeinderat
Der Gemeinderat besteht aus den 14 gewählten ehrenamtlichen Gemeinderäten und dem Bürgermeister als Vorsitzendem. Der Bürgermeister ist im Gemeinderat stimmberechtigt.
In Schiltach wird der Gemeinderat nach dem Verfahren der unechten Teilortswahl gewählt. Dabei kann sich die Zahl der Gemeinderäte durch Überhangmandate verändern. 
Die Kommunalwahl am 9. Juni 2024 führte zu folgendem Endergebnis (mit Vergleichszahlen der Wahl 2019):
| Parteien und Wählergemeinschaften | Parteien und Wählergemeinschaften           | % 2024  | Sitze 2024 | % 2019 | Sitze 2019 | Kommunalwahl 2024 %403020100 33,61 %25,31 %25,72 %15,36 % FWBUWCDUSPDGewinne und Verlusteim Vergleich zu 2019 %p 6 4 2 0 −2 −4 −6+2,52 %p−5,29 %p+4,32 %p−0,74 %pFWBUWCDUSPD |
| FWV                               | Freie Wählervereinigung Schiltach           | 33,61   | 5          | 31,09  | 5          | Kommunalwahl 2024 %403020100 33,61 %25,31 %25,72 %15,36 % FWBUWCDUSPDGewinne und Verlusteim Vergleich zu 2019 %p 6 4 2 0 −2 −4 −6+2,52 %p−5,29 %p+4,32 %p−0,74 %pFWBUWCDUSPD |
| BUW                               | Bund unabhängiger Wähler                    | 25,31   | 3          | 30,6   | 4          | Kommunalwahl 2024 %403020100 33,61 %25,31 %25,72 %15,36 % FWBUWCDUSPDGewinne und Verlusteim Vergleich zu 2019 %p 6 4 2 0 −2 −4 −6+2,52 %p−5,29 %p+4,32 %p−0,74 %pFWBUWCDUSPD |
| CDU                               | Christlich Demokratische Union Deutschlands | 25,72   | 4          | 21,4   | 3          | Kommunalwahl 2024 %403020100 33,61 %25,31 %25,72 %15,36 % FWBUWCDUSPDGewinne und Verlusteim Vergleich zu 2019 %p 6 4 2 0 −2 −4 −6+2,52 %p−5,29 %p+4,32 %p−0,74 %pFWBUWCDUSPD |
| SPD                               | Sozialdemokratische Partei Deutschlands     | 15,36   | 2          | 16,1   | 2          | Kommunalwahl 2024 %403020100 33,61 %25,31 %25,72 %15,36 % FWBUWCDUSPDGewinne und Verlusteim Vergleich zu 2019 %p 6 4 2 0 −2 −4 −6+2,52 %p−5,29 %p+4,32 %p−0,74 %pFWBUWCDUSPD |
| Gesamt                            | Gesamt                                      | 100 %   | 14         | 100 %  | 14         | Kommunalwahl 2024 %403020100 33,61 %25,31 %25,72 %15,36 % FWBUWCDUSPDGewinne und Verlusteim Vergleich zu 2019 %p 6 4 2 0 −2 −4 −6+2,52 %p−5,29 %p+4,32 %p−0,74 %pFWBUWCDUSPD |
| Wahlbeteiligung                   | Wahlbeteiligung                             | 66,03 % | 66,03 %    | 57,8 % | 57,8 %     | Kommunalwahl 2024 %403020100 33,61 %25,31 %25,72 %15,36 % FWBUWCDUSPDGewinne und Verlusteim Vergleich zu 2019 %p 6 4 2 0 −2 −4 −6+2,52 %p−5,29 %p+4,32 %p−0,74 %pFWBUWCDUSPD |

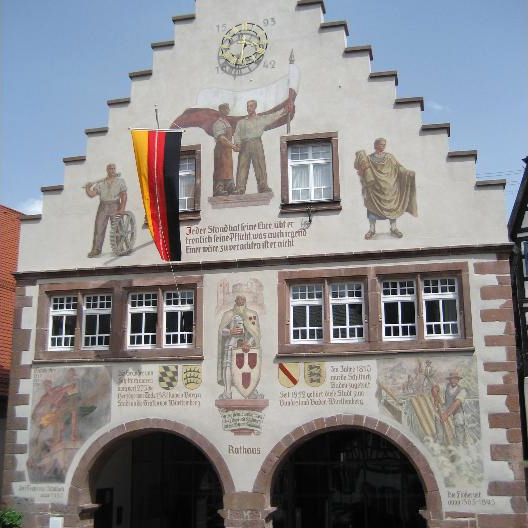
Rathaus nach Renovierung der Fassade 2006

Für den Ortsteil Lehengericht besteht ein Ortschaftsrat mit acht Mitgliedern.

### Wappen
Das heutige Stadtwappen wurde von den Herzögen von Urslingen übernommen. Mit dem Aussterben des letzten Urslingers, Herzog Reinhold VI. von Urslingen im Jahre 1442 wurde das Wappen frei.
Vermutlich wurde durch Graf Ludwig von Württemberg (Uracher Linie 1409–1450), der ein Gönner der Stadt war, das Wappen vermittelt.
Das Wappen zeigt drei rote Schilde in einem weißen Wappenfeld. Nahezu das gleiche Wappen findet sich im Elsass beim Geschlecht derer von Rappoltstein, deren Burg oberhalb Rappoltsweiler (Ribeauville) stand. Ein Urslinger hatte dort eingeheiratet, dessen Nachfahren nannten sich dann Herren zu Rappoltstein.

### Städtepartnerschaft
Es besteht seit 1990 eine Partnerschaft mit der Stadt Geising in Sachsen. Diese wurde zum 1. Januar 2011 in die benachbarte Stadt Altenberg (Erzgebirge) eingemeindet, wobei der Fortbestand der Städtepartnerschaft mit Schiltach in der Eingliederungsvereinbarung festgeschrieben wurde.
Ein Fahrzeug der Ortenau-S-Bahn trägt den Namen Schiltach.

## Wirtschaft und Infrastruktur

### Industrie und Gewerbe
Schiltach ist trotz seiner ländlichen Lage ein Industriestandort mit mehreren international bekannten Unternehmen. Schon im Zeitalter der Industrialisierung gab es Industriebetriebe. So gab es z. B. mehrere Tuchfabriken, die, begünstigt durch das weiche Wasser der beiden Flüsse, ideale Arbeitsbedingungen hatten. Gleiches galt für die Gerbereien, von denen es in Schiltach mehrere gab. Ebenso gab es mehrere Sägewerke und vor allem die Flößerei, die erst mit dem Bau der Kinzigtalbahn zum Erliegen kam. Das Holz aus Schiltach und Umgebung wurde teilweise auf dem Rhein bis nach Holland geflößt, wo es für den Schiffbau verwendet wurde. Heute sind diese Erwerbszweige bis auf die weithin bekannte Gerberei Trautwein und einige kleinere Sägewerke nahezu verschwunden. Die früher privilegierte Flößerei wird noch von einer regen Flößergruppe am Leben erhalten, um diesen einst wichtigsten Wirtschaftsfaktor Schiltachs nicht in Vergessenheit geraten zu lassen.
Es gibt noch Betriebe, die schon um 1900 entstanden, wie Hansgrohe (1901), andere wie (BBS International GmbH, VEGA Grieshaber KG usw.) kamen später dazu.
Die Schiltacher Unternehmen bieten heute rund 3350 Menschen einen Arbeitsplatz am Ort, was bei einer Bevölkerungszahl von 4000 Einwohnern sicherlich außergewöhnlich ist, vor allem wenn man bedenkt, dass die Stadt an der engsten Stelle des Kinzigtals liegt, topographisch bedingt keine optimalen Rahmenbedingungen für Gewerbeansiedlungen hat und die Autobahnen A 81 und A 5 einige Kilometer entfernt liegen.

### Bildungseinrichtungen
Die Stadt Schiltach hat eine Grundschule und seit dem Schuljahr 2010/2011 eine Außenstelle der Werkrealschule „Oberes Kinzigtal“ (WRS). Vorher befand sich in den Räumlichkeiten der WRS die Nachbarschaftshauptschule Schiltach/Schenkenzell. Weiterführende Schulen finden sich in umliegenden Städten, z. B. in Schramberg, Wolfach und Hausach. Ein evangelischer und ein katholischer Kindergarten, ein Waldorfkindergarten und eine Kinderkrippe mit zwei Gruppen (seit 2011) runden das Angebot ab.
Die Volkshochschule Schiltach/Schenkenzell ist eine Außenstelle der Volkshochschule Schramberg.

### Verkehr

Stadtbrücke über die Schiltach

#### Bahn- und Busverkehr
Die Kinzigtalbahn fährt werktags im Stundentakt nach Freudenstadt und Hausach. Neben dem Bahnhof Schiltach gibt es den näher am Ortskern gelegenen Haltepunkt Schiltach Mitte, an dem ebenfalls alle planmäßigen Reisezüge der Südwestdeutschen Landesverkehrs-AG (SWEG) halten, die ihre Züge als Ortenau-S-Bahn vermarktet. Die Bahnstrecke Schiltach–Schramberg (eröffnet 1892) wurde 1959 für den Personenverkehr stillgelegt, 1989 auch für den Güterverkehr. Inzwischen wurde der Gleiskörper entfernt.
Verschiedene Busverbindungen in Richtung Offenburg und Freudenstadt sowie eine Buslinie zur Kreisstadt Rottweil ergänzen das Angebot. Außerdem sind mit dem Stadtverkehr, einem behindertengerechten Kleinbus der SüdbadenBus GmbH, fast alle innerörtlichen Bezirke gut und im 1/2-Stundentakt erreichbar.

#### Radverkehr
Durch Alltagsrouten aus dem Radnetz Baden-Württemberg ist Schiltach 
- mit Schramberg,
- mit Wolfach und
- über Schenkenzell, Alpirsbach und Loßburg mit Freudenstadt verbunden.

Der Kinzigtalradweg von Freudenstadt nach Offenburg verläuft entlang der Kinzig und verbindet Schenkenzell über Schiltach mit Wolfach. Die stillgelegte und abgebaute Bahnstrecke ist nun ein Radweg von Schiltach nach Schramberg. 
Ebenso verläuft durch Schiltach der Naturpark-Radweg Schwarzwald Mitte/Nord, der rund um selbigen Naturpark führt.

#### Fernstraßen
Schiltach ist an die Bundesstraßen 294 und 462 angebunden, welche eine Querspange vom Rhein zum Neckar und somit von der Autobahn A 5 zur A 81 bilden. Schiltach ist durch eine Umgehungsstraße verkehrsberuhigt. Die beiden Bundesstraßen führen seit Anfang der 1990er Jahre durch den 1830 m langen Kirchbergtunnel (B 294) und den 830 m langen Schloßbergtunnel (B 294 und B 462) mit drei Abfahrten um die Stadt Schiltach herum.

### Medien
Die Gemeinde war Drehort für mehrere Fernsehserien und Kinofilme:
- ZDF Schwarzwaldkrimi[13]
- Schwarzwaldklinik[14]

## Kultur und Sehenswürdigkeiten

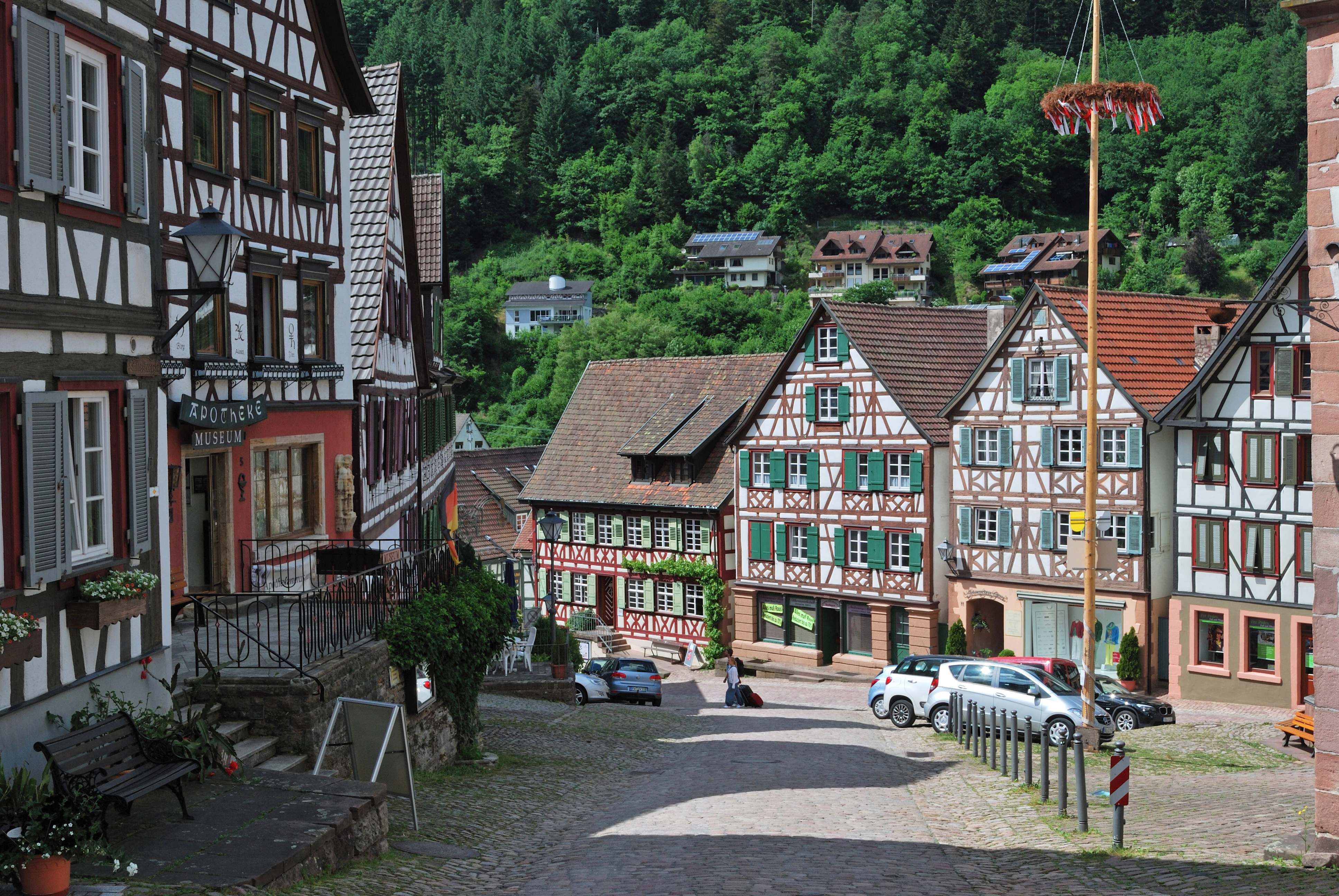
Fachwerkhäuser am Marktplatz

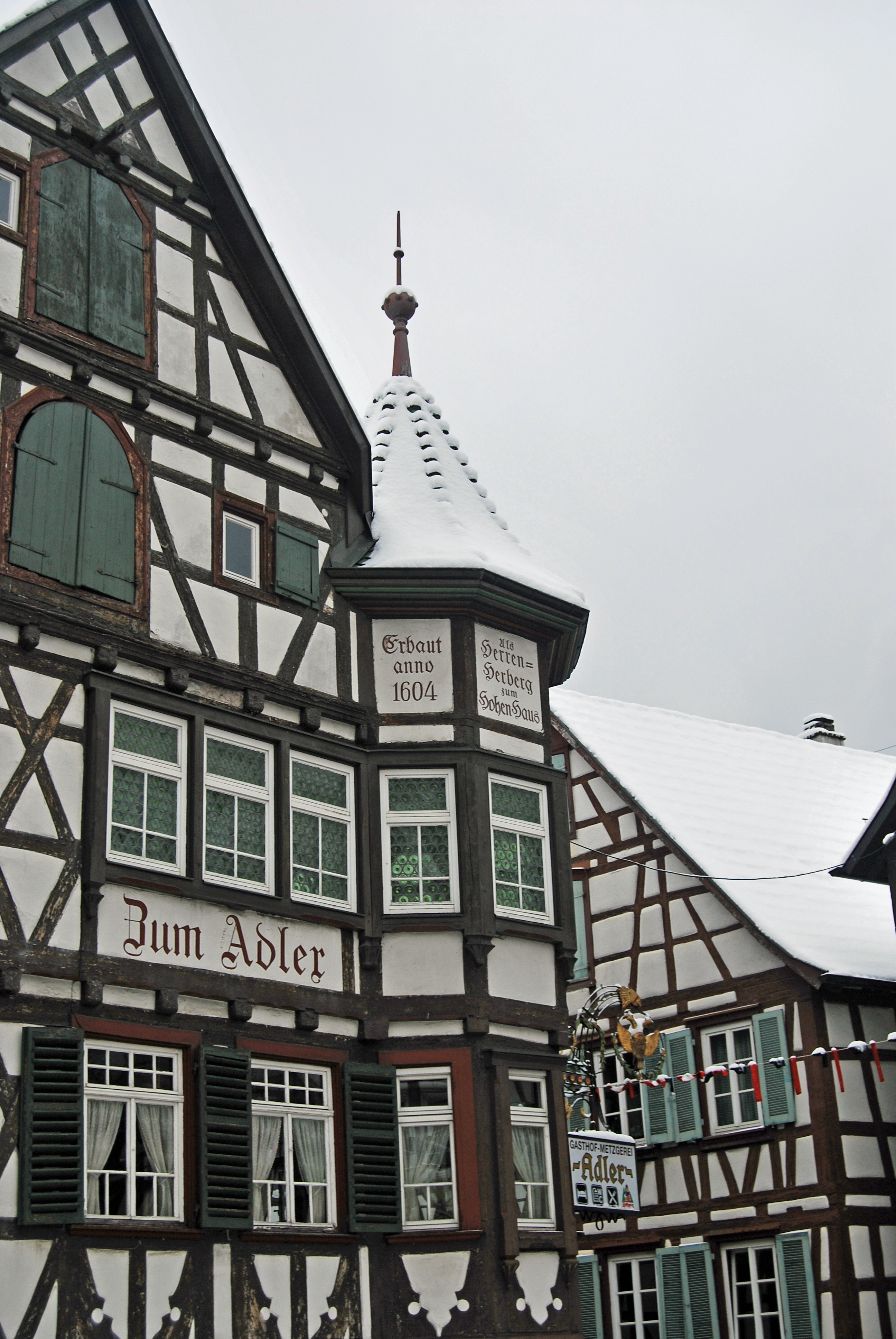
Gasthof Adler, früher Herrenherberge zum hohen Haus von 1604

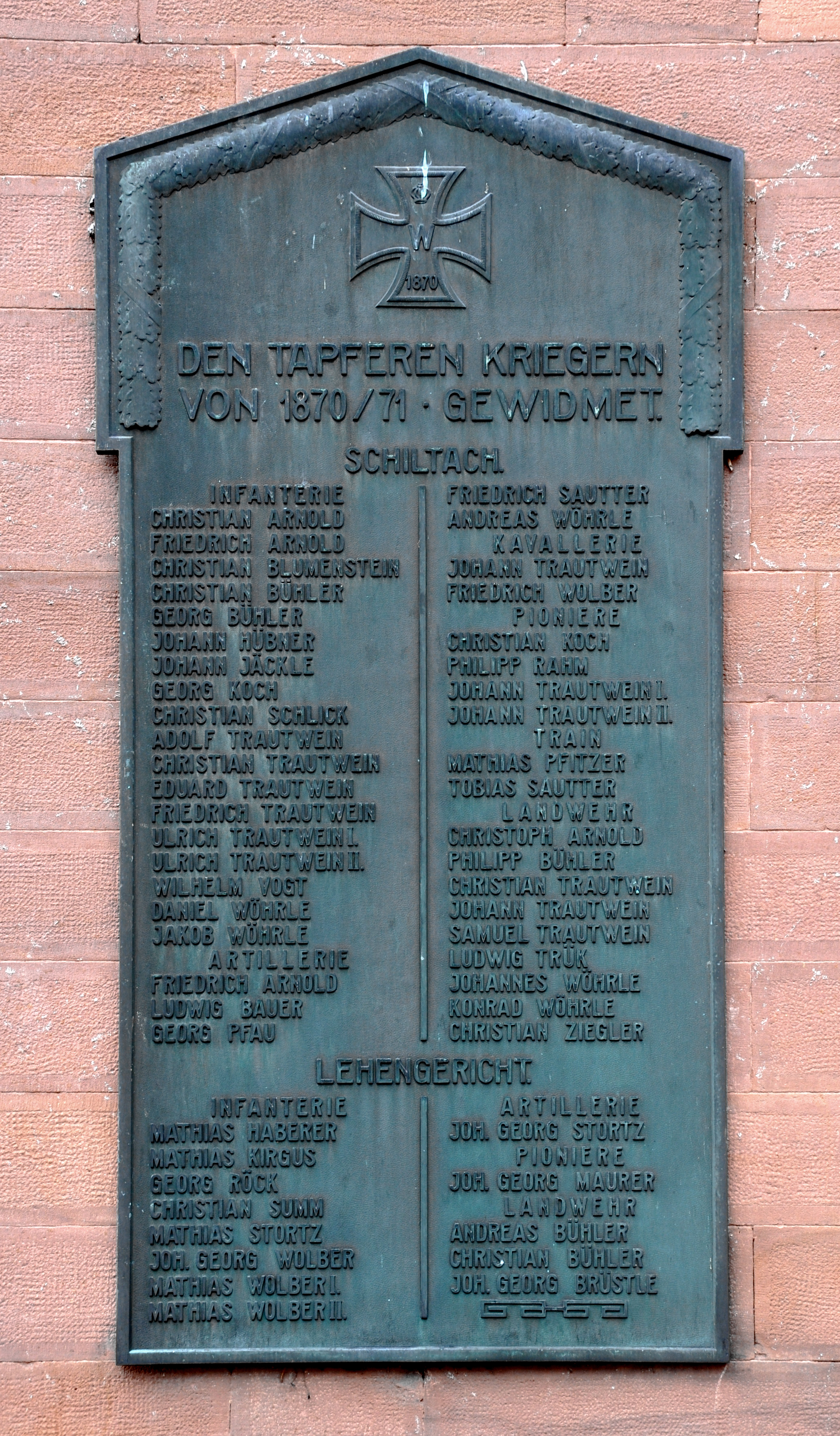
Kriegerdenkmal 1870–71 in Schiltach, 1914 entworfen von Eduard Trautwein

Die Stadt ist reich an kulturellen Baudenkmälern und lebendigen kulturellem Leben.
Die seit 1971 als Gesamtanlage unter Denkmalschutz stehende Altstadt ist sehr sehenswert, besonders der Schiltacher Marktplatz mit dem Rathaus, nach Plänen des herzoglich württembergischen Landesbaumeisters Heinrich Schickhardt erbaut, und die Gerbergasse im Vorstädtle.
In Schiltach finden sich Fachwerkhäuser vom 16. bis 19. Jahrhundert in seltener Geschlossenheit. Die Stadt ist Teil der Kulturstraße Heinrich Schickhardt und der Deutschen Fachwerkstraße.

### Besondere kulturelle Veranstaltungen und Bräuche
- Silvesterzug: Der Silvesterzug ist eine Art evangelische Prozession am Silvesterabend und wurde 1853 erstmals erwähnt. Der Brauch stammt daher vermutlich aus dem 18. Jahrhundert und dient noch heute dazu, Gott für das ablaufende Jahr zu danken und seinen Segen für das neue Jahr zu erbitten. Die Bevölkerung zieht mit Laternen nach altüberliefertem Ritual vom Marktplatz zur Stadtkirche und singt Dankeslieder, die pietistischen Ursprungs sind. Die elektrische Beleuchtung ist während des Zuges abgeschaltet und es kommen Pechfackeln zum Einsatz. Auch an den Fenstern sollen nur die erleuchteten Christbäume oder Kerzen zu erkennen sein. Der evangelische Pfarrer hält eine Rede vom Fenster des Pfarrhauses aus. Anschließend versammeln sich die Bürger vor dem Rathaus, wo der Bürgermeister eine Rede hält und die Stadtkapelle sowie der Männergesangverein feierliche Weisen vortragen.

- In der Neujahrsnacht ziehen Nachtwächter durch die Straßen der Stadt, und singen ein traditionelles Neujahrslied. Auch heute ziehen zwei Ehrenamtliche im historischen Gewand mit Mantel, Laterne und Hellebarde[15] durch die ihnen zugeteilten Stadtbezirke. Gemeinsam starten die Nachtwächter um 0.30 Uhr vom Marktplatz.[16] Vor den Häusern bleiben sie stehen und singen in litaneiartigem Ton das Neujahrslied der Schiltacher Nachtwächter: Wohlauf im Namen Jesu Christ! / Das alte Jahr vergangen ist, ein neues Jahr vorhanden ist. / Ich wünsche [Namen] ein glückseliges neues Jahr. / Und was ich wünsch’, das werde wahr. Der ewige Frieden immerdar. Lobet den Herrn![17] Das namentliche Ansingen wurde mit einer milden Gabe vergolten.[18] Der Brauch zum Jahreswechsel hat sich in Schiltach über Jahrhunderte erhalten.[19]

- Fasnet: Mit „Fasnet“ werden in Schiltach Fastnachtsbräuche bezeichnet. Sie sind grundsätzlich der Schwäbisch-Allemanischen-Fasnet zuzurechnen. Bereits nach dem Drei-Königs-Tag finden in Schiltach diverse Brauchtumsveranstaltungen und Fasnetsbälle statt. Der Höhepunkt bildet die Woche vom Schmotzige (Schmutziger Donnerstag) bis zur Fasnetsverbrennung am Fasnetsdienstag. Immer am Sonntag vor Rosenmontag findet der traditionelle, große Fasnetsumzug im Vorstädtle und in der Altstadt statt. Bereits am Morgen vor dem Umzug, gibt es ein traditionelles närrisches Seifenkistenrennen. Nach dem Umzug öffnen viele Lokale und die historischen Keller unter der Altstadt werden zum Faschingsausklang geöffnet.

- Kirbesingen, ein alter, fast ausgestorbener Heischebrauch.

### Museen

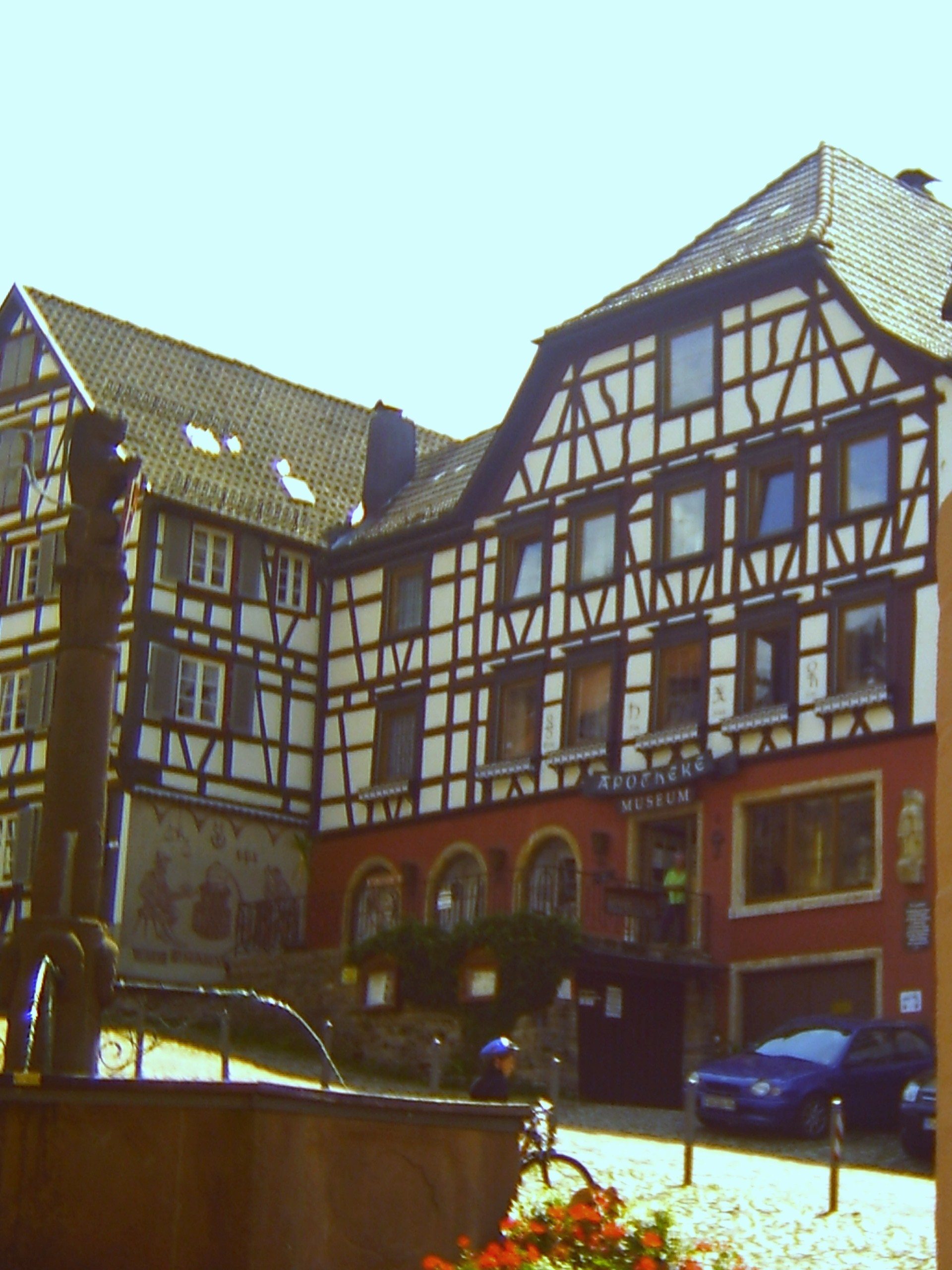
Rechts das Gebäude des Apothekenmuseums Schiltach am Marktplatz

- Apothekenmuseum: ehemalige Biedermeier-Apotheke am Marktplatz, Funktionsräume, Geräte etc.
- Museum am Markt: Stadtgeschichte, Industrialisierung, Handwerk
- Schüttesäge-Museum: Holz- und Waldwirtschaft, Flößerei, alte Säge mit unterschlächtigem Wasserrad und Transmissionen, Gerberei
- Museum für Wasser, Bad und Design: privates Museum von Hansgrohe zur Entstehung des Bades und der Badekultur

### Bauwerke

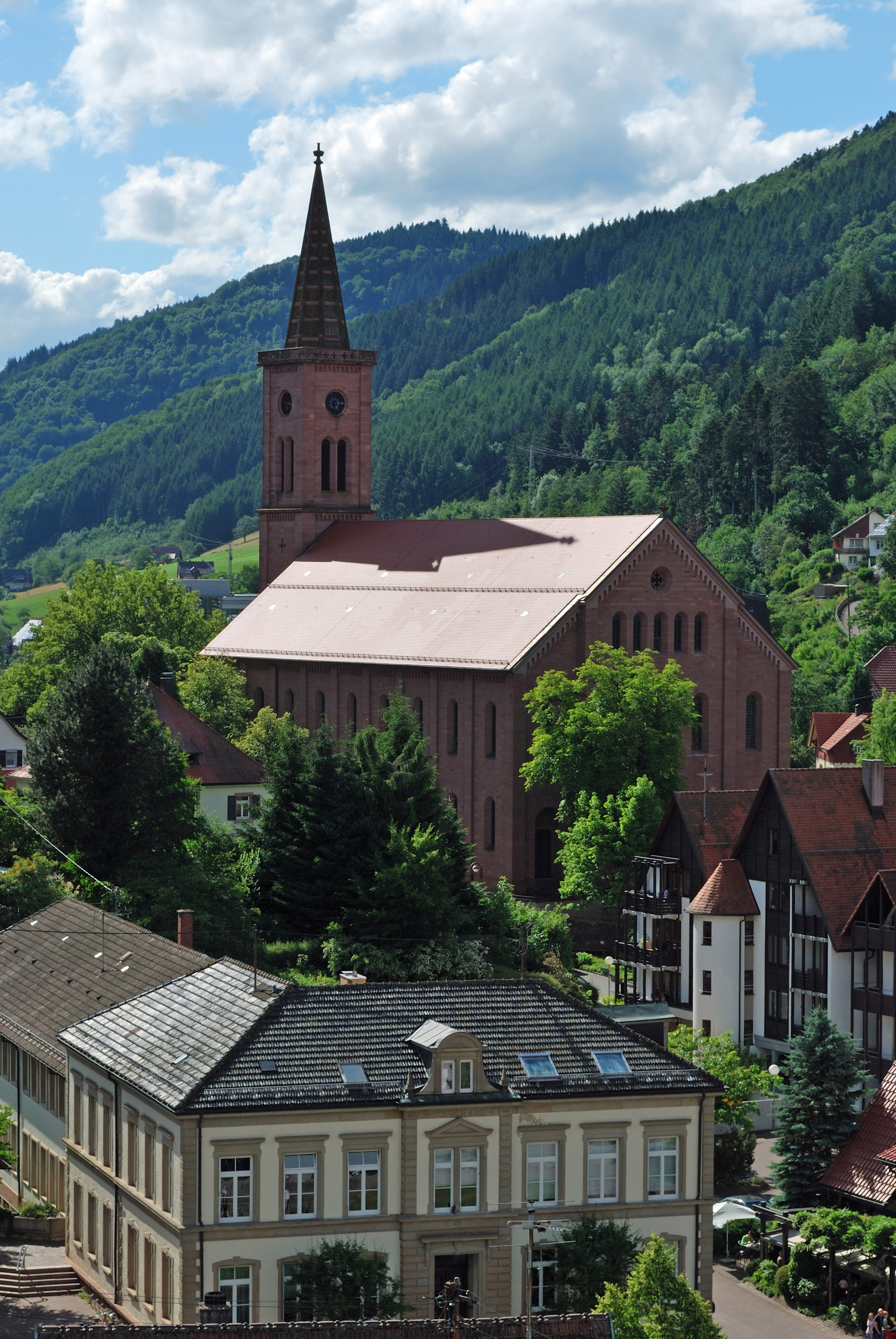
Blick zur evangelischen Stadtkirche Schiltach

- Rathaus von 1593 mit Staffelgiebel von 1906 und Fassadenmalerei von Eduard Trautwein
- Gasthaus zum Adler von 1604
- Marktplatz
- evangelische Stadtkirche (1839–1843)
- Gerbergasse mit Äußerer Mühle (1557)
- Schlossbergstraße
- Städtlebrunnen auf dem Marktplatz
- Jägerhäusle (1590)
- UKW-Sender Schiltach
- Mittelalterliche Straße Schiltacher Steige

### Burgruinen
- Ruine Schiltach auf dem Schloßberg
- Willenburg, Burgruine oberhalb der Staighöfe auf dem Schlössleberg
- Klingenburg, Burgruine in Hinterlehengericht auf dem Burbachfelsen

### Regelmäßige Veranstaltungen
- Schwäbisch-alemannische Fastnacht
- Silvesterzug und Neujahrswünsche durch die Schiltacher Nachtwächter
- Wochenmarkt, jeden Donnerstag in der Gerbergasse
- Josefsmarkt am 19. März
- Peter-und-Paul-Markt am 29. Juni
- Andreas-Markt am Freitag vor dem 2. Advent (früher am 8. Dezember)
- Bauernmarkt am dritten Sonntag im Oktober
- Kunsthandwerkermarkt am letzten Sonntag im April
- Flohmarkt in der Gerbergasse (Mitte Juni)
- Schiltacher Advent am Freitag vor dem 2. Advent
- Stadtfest alle fünf Jahre (nächstes Mal: 2025)

### Sonstiges
Als Fernwanderweg führt der Mittelweg, auf dem man von Nord nach Süd den Schwarzwald durchqueren kann (zwischen Pforzheim und Waldshut), durch Schiltach, welches auf dem Weg Etappenziel ist. Außerdem führt die Talroute des Kinzigtal-Abschnitts des Jakobuswegs durch die historische Altstadt und über die ehemalige mittelalterliche Straße Schiltacher Steige.
Einer der großen Seilbahnparks in Deutschland, die Hirschgrund Zipline Area, befindet sich im Heubachtal zwischen Schiltach und Schenkenzell.

## Persönlichkeiten

### Ehrenbürger
- Heinrich Baumgartner, Unternehmer (* 25. August 1936 in Schiltach), Ehrenbürger der Stadt Schiltach seit dem 1. März 2002, siehe BBS International GmbH
- Hermann Fautz, Gewerbeschullehrer und Heimatforscher (* 14. November 1898 in Gengenbach/Kinzigtal, † 20. Oktober 1979 in Überlingen), Ehrenbürger der Stadt Schiltach seit dem 16. Februar 1973
- Bruno Grieshaber, Unternehmer (* 16. September 1919 in Triberg, † 7. Oktober 2005 in Schiltach), Ehrenbürger der Stadt Schiltach seit dem 1. März 2002, siehe VEGA Grieshaber und Grieshaber GmbH & Co KG.
- Friedrich Grohe, Unternehmer (* 28. August 1904 in Schiltach, † 29. März 1983 in Schiltach), Ehrenbürger der Stadt Schiltach seit dem 16. Februar 1973, siehe Friedrich Grohe Armaturen
- Klaus Grohe, Unternehmer (* 3. April 1937 in Aachen), Ehrenbürger der Stadt Schiltach seit dem 1. März 2002, siehe Hansgrohe AG mit Sitz in Schiltach
- Gustav Kramer, von 1965 bis 1974 Bürgermeister der Gemeinde Lehengericht; danach bis 1983 Ortsvorsteher des Ortsteils Lehengericht (* 22. Februar 1922 in Lehengericht, † 30. April 2016 in Schiltach), Ehrenbürger der Stadt Schiltach seit dem 21. Dezember 1983
- Peter Rottenburger, von 1970 bis 2002 Bürgermeister der Stadt Schiltach (* 16. Juni 1939 in Freudenstadt), Ehrenbürger der Stadt Schiltach seit dem 25. Oktober 2002

### Söhne und Töchter der Stadt
- August Johannes Dorner (1846–1920), evangelischer Theologe und Hochschullehrer
- Camill Gerbert (1861–1918), evangelischer Theologe
- Fritz Wolber (1867–1952), Bildhauer
- Eduard Trautwein (1893–1978), Maler
- Friedrich Brüstle (1899–1969), Pädagoge und Politiker (BCSV, CDU)
- Friedrich Grohe (1904–1983), Unternehmer und Fabrikant
- Ernst Lüder (* 1932), Ingenieur, Hochschullehrer für Netzwerk- und Systemtheorie
- Bruno Fautz (1933–2014), Geograph
- Horst Neugart (1940–2017), Pädagoge und Theologe; von 2002 bis 2007 Präsident der Synode der Evangelischen Landeskirche in Württemberg
- Werner K. Bliß (* 1950), Künstler und Schriftsteller
- Helmut Matt (* 1960), Schriftsteller

## Auszeichnungen
- 1974 und 1978 war Schiltach Landessiegerin beim Wettbewerb „Stadtgestalt und Denkmalschutz im Städtebau“, 1978 wurde sie bei diesem Wettbewerb Bundessiegerin.
- Das Webportal der Stadt Schiltach wurde am 1. März 2007 von der Akademie Ländlicher Raum, dem Gemeindetag und der Medien- und Filmgesellschaft Baden-Württemberg nach 2001 bereits zum 2. Mal zum „InternetDorf“ des Jahres gekürt. Der Internetauftritt der Stadt wurde damit als beste kommunale Web-Site der baden-württembergischen Kommunen unter 20.000 Einwohnern ausgezeichnet. Beim Landeswettbewerb „Internetdorf 2009“ belegte Schiltach den ersten Platz in der Jubiläumskategorie „Bestes InternetDorf der letzten zehn Jahre“